# Torqueto

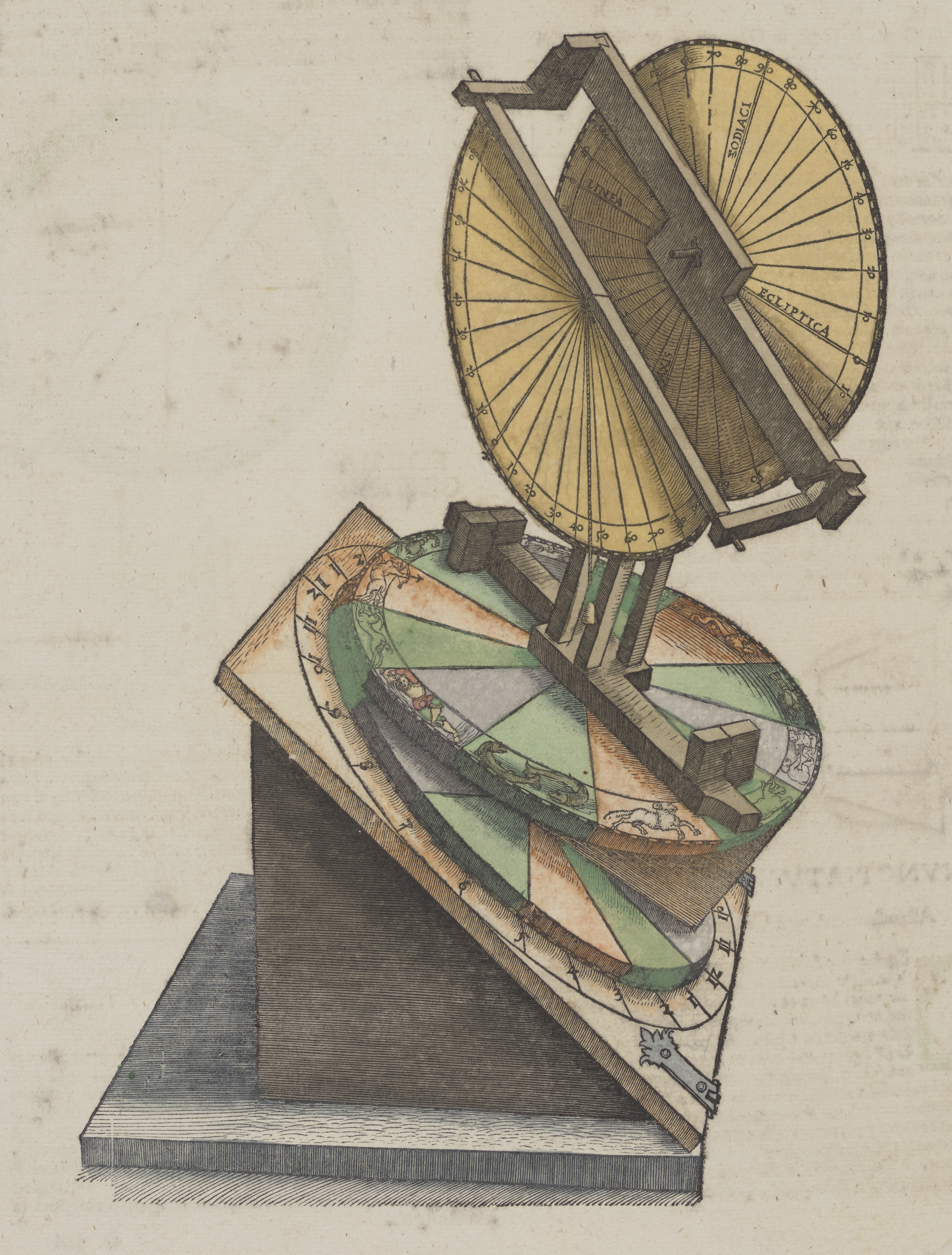
Un torquetum

Il torqueto (anche in latino: torquetum) è uno strumento astronomico medievale concepito per rilevare e convertire misure fatte in tre serie di coordinate: orizzontale, equatoriale ed eclittica. In un certo senso, il torqueto è un computer analogico.
Anche se uno strumento simile viene descritto dall'astronomo alessandrino Claudio Tolomeo, si ritiene che i primi torqueti siano stati costruiti nel XIII secolo. Gli unici esemplari superstiti risalgono al XVI secolo o sono posteriori.

## Costruzione, uso e funzionamento
Nel volume di Egnatio Danti sul trattato dell'astrolabio edito nel 1578, si possono trovare tutte le indicazioni necessarie sia per la costruzione che per l'uso di questo strumento.
Innanzitutto viene dato il consiglio di fabbricarlo di metallo; necessita di una piastra quadrata abbastanza grande del giusto spessore affinché possa fungere da base, a questa viene fissata una tavola incernierata da una parte e fatta in modo che l'altra parte possa essere regolata in altezza e posizionarla in maniera da risultare perpendicolare nella direzione del polo celeste. Su questa viene disegnato un circolo orario di 360° ripartito di 12 ore in 12 ore; al centro verrà fatto un foro dove prenderà posto un'altra tavola (tavola equinoziale) su cui verranno segnati i settori tanti per quanti sono i segni zodiacali il cui simbolo sarà riportato corrispondentemente sullo spessore.
Tra la base e la tavola equinoziale prenderà posto un triangolo che servirà come alzata il cui valore d'angolo equivarrà alla latitudine del luogo in cui avviene l'osservazione.
Sopra la tavola equinoziale ne verrà sistemata un'altra riportante i segni dello zodiaco, e fra le due un triangolo con ampiezza angolare di 23° e 28', equivalente al valore della maggiore declinazione del Sole; si sistemerà il tutto in maniera solidale in modo che il segno della costellazione del Cancro superiore sia posto alla massima altezza corrispondente al segno della costellazione del Cancro inferiore, e conseguentemente i due segni del Capricorno (superiore ed inferiore) siano alla minor altezza angolare.
Lo spessore della tavola inferiore sarà diviso in 360 gradi e si segneranno i valori ogni 5 gradi partendo da quello del Cancro di 95° e 27' e di conseguenza per 10 gradi al valore di 100° e 53' e così via; queste divisioni verranno fatte in modo visibile.
La tavola superiore con disegnato lo zodiaco si dividerà in settori uguali relativi ai dodici segni per un valore di 30° ciascuno, e dentro lo zodiaco si segneranno i mesi ed i loro relativi giorni.
Ora le due tavole: quella equinoziale e quella dello zodiaco verranno tenute assieme da un perno che passa per il centro della tavola stessa in modo che possano girare liberamente.
Sopra lo zodiaco superiore si costruisca una diottra (strumento per tracciare gli allineamenti) fissata al centro con un perno con la funzione di farla girare.

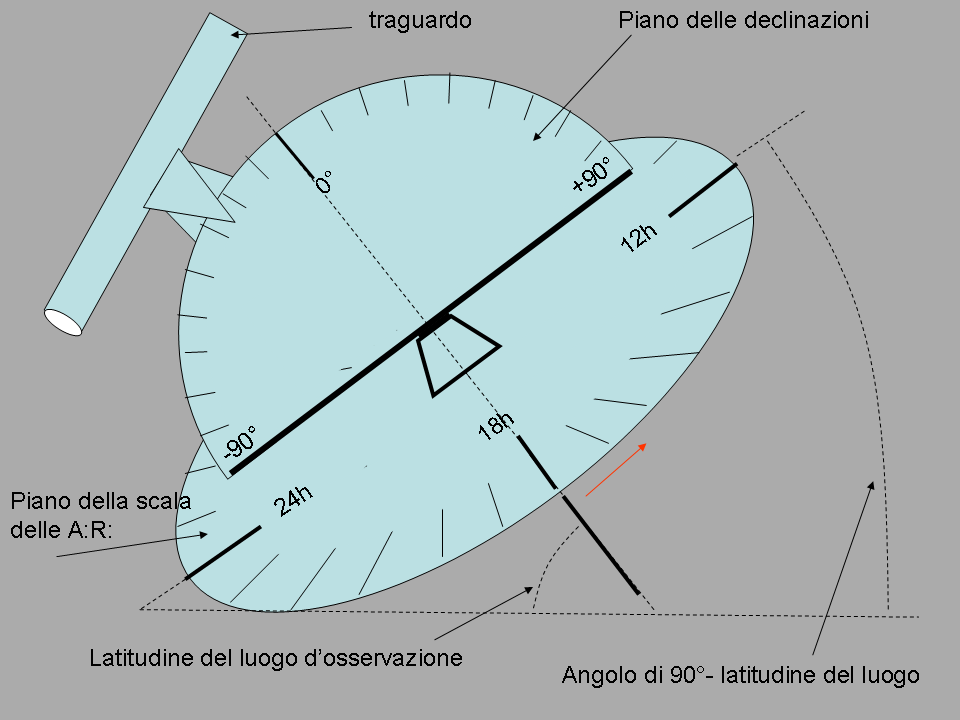
Indicativo siderale atto a poter rilevare i valori di ascensione retta e declinazione degli oggetti celesti osservati

 Nella parte superiore verrà messo il circolo delle latitudini in perpendicolare alla stessa diottra che recherà al suo centro un'altra diottra imperniata e libera di ruotare, su cui sarà posizionato un semicircolo con due numerazioni in gradi, partendo dal punto verticale in basso a contare 90° nelle due direzioni opposte. Dal centro del semicerchio partirà un filo a piombo che servirà a misurare i gradi di altezza.
Grazie all'inclinazione del piano di 23° e 28' si può leggere direttamente la latitudine e la longitudine di un pianeta o della Luna sul piano dell'eclittica.
Per facilitare la comprensione del funzionamento del torqueto lo si può rapportare all'indicatore siderale; dove compare un circolo orario rappresentante la scala dell'ascensione retta, la quale deve essere parallela all'equatore, perciò l'asse su cui gira dovrà traguardare la stella polare (disco orario); sormontato da un semicerchio rappresentante la scala delle declinazioni la quale dovrà essere perpendicolare alla scala ‘'’A.R.'’', così le sue divisioni corrisponderanno ai paralleli celesti (disco angolare).
Il supporto che regge la scala dell'ascensione retta deve essere incernierato alla base per far sì di poter regolare l'inclinazione; l'angolo formato deve risultare 90°, la latitudine d'osservazione.
Il dispositivo dovrà essere stato ben orientato e se il puntatore sarà diretto verso l'oggetto celeste da osservare, sulle relative scale potranno essere letti i rispettivi valori.